# Ochsenburg (St. Pölten)
Der Ort Ochsenburg liegt in Niederösterreich an der Traisen zwischen Wilhelmsburg und St. Pölten, von wo es etwa sieben Kilometer entfernt ist. Er ist seit seiner Eingemeindung 1971 ein Stadtteil von St. Pölten.

## Lage und Ortsgliederung
Der Stadtteil Ochsenburg besteht aus den Katastralgemeinden Ochsenburg und Dörfl bei Ochsenburg (bzw. Ortschaften Ochsenburg und Dörfl). Vor seiner Eingemeindung 1971 gehörte Ochsenburg zur Gemeinde St. Georgen am Steinfelde.
An Ochsenburg grenzen die Stadtteile St. Georgen am Steinfelde und Harland. Im Süden grenzt der Stadtteil an Wilhelmsburg, im Osten an Pyhra.

## Geschichte
Die ersten Berichte aus dem Gebiet stammen aus dem 12. Jahrhundert, die eine Besiedlung bezeugen. Die Bewohner waren hauptsächlich als Bauern und Weinbauern tätig. Zu dieser Zeit wurde die Ochsenburg erstmals als Eigentum der Ochsenburger erwähnt. Während der 1. Türkenbelagerung 1529 wurde ein Großteil der Liegenschaften vernichtet, da Ochsenburg im Gegensatz zu St. Pölten und Wilhelmsburg, die verschont blieben, keine Stadtmauer hatte.
In der Zeit der Reformation wechselte der Großteil der Ochsenburger Bevölkerung zum Protestantismus. Der Dreißigjährige Krieg revidierte diese Entwicklung, heute ist das Gebiet großteils katholisch. Gegen Ende der Bauernkriege wurde das Bauernheer im Gebiet von Ochsenburg von den kaiserlichen Streitkräften vernichtend geschlagen. Im 17. Jahrhundert forderten mehrere Pestwellen zahlreiche Todesopfer. Während der 2. Türkenbelagerung 1683 flüchteten die Ochsenburger in die umliegenden, befestigten Städte, das Gebiet wurde vom osmanischen Heer als Feldlager benutzt. Der Ort wurde nahezu komplett niedergebrannt.
1698 wurde das Schloss Ochsenburg vom Bistum St. Pölten gekauft. Auch in den Jahren 1805 und 1809 wurde Ochsenburg geplündert, diesmal von Napoleons Truppen. Im Jahr 1848 wurde St. Georgen eine eigenständige Gemeinde, Ochsenburg war ein Teil davon. Nach kurzer Zugehörigkeit zur Gemeinde Wilhelmsburg wurde das Gebiet 1850 wieder eigenständig, in nahezu unveränderter Form im Vergleich zu 1848.
Ende des 19. Jahrhunderts und Anfang des 20. Jahrhunderts wurden zahlreiche Betriebe gegründet, unter anderem eine Spinnerei als Außenstelle der Harlander Coats. In den Jahren nach 1899 wurde die Traisen reguliert und die II. Wiener Hochquellenwasserleitung gebaut, was zahlreiche Arbeitsplätze schaffte. Auch der Ausbau der Industrie in der Umgebung führte zu einer erhöhten Nachfrage an Arbeitskräften.
Nach dem Zusammenbruch der Habsburgermonarchie 1918 war Ochsenburg von den politischen Nachkriegswirren in Österreich wie dem Juliputsch 1934 und dem Anschluss Österreichs 1938 ebenfalls betroffen. Auch gab es eine große Zahl an Rüstungsbetrieben, unter anderem die Spinnerei.
1945 waren mit Ende des Zweiten Weltkriegs ein Großteil der Häuser des Ortes durch Luftangriffe und Frontkämpfe beschädigt oder zerstört, zudem war der Ort 1945 bis 1954 von sowjetischen Truppen besetzt.
1971 wurde St. Georgen mitsamt Ochsenburg nach St. Pölten eingemeindet, gegen den Willen des größten Teils der Einwohner. Die Traisenbrücke nach St. Georgen wurde 1974 gebaut.

## Politik
Als Stadtteil von St. Pölten hat Ochsenburg keinen eigenen Gemeinderat, die Bürgermeister bis 1971 finden sich in der Liste der Bürgermeister von St. Pölten unter St. Georgen.

## Kultur und Sehenswürdigkeiten

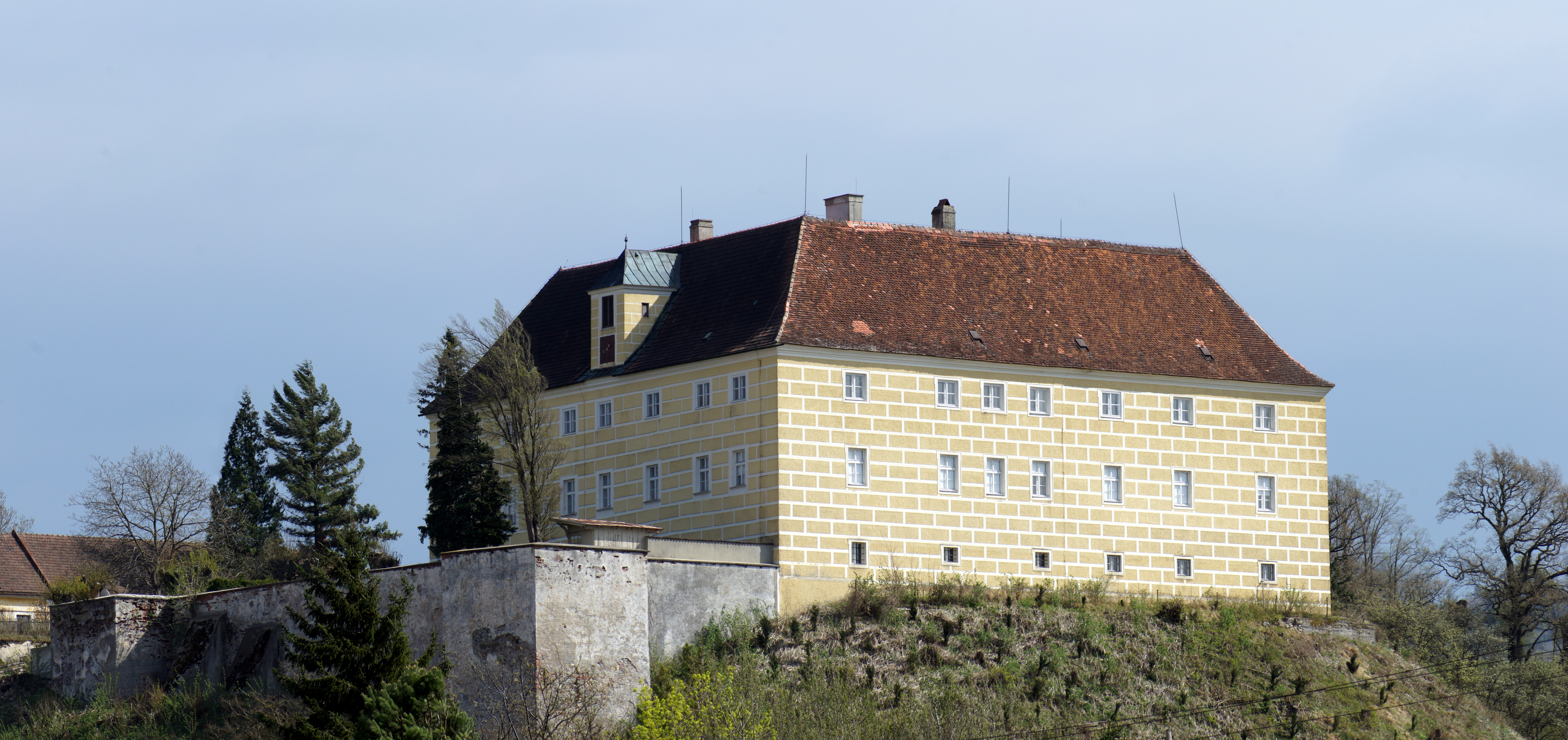
Schloss Ochsenburg
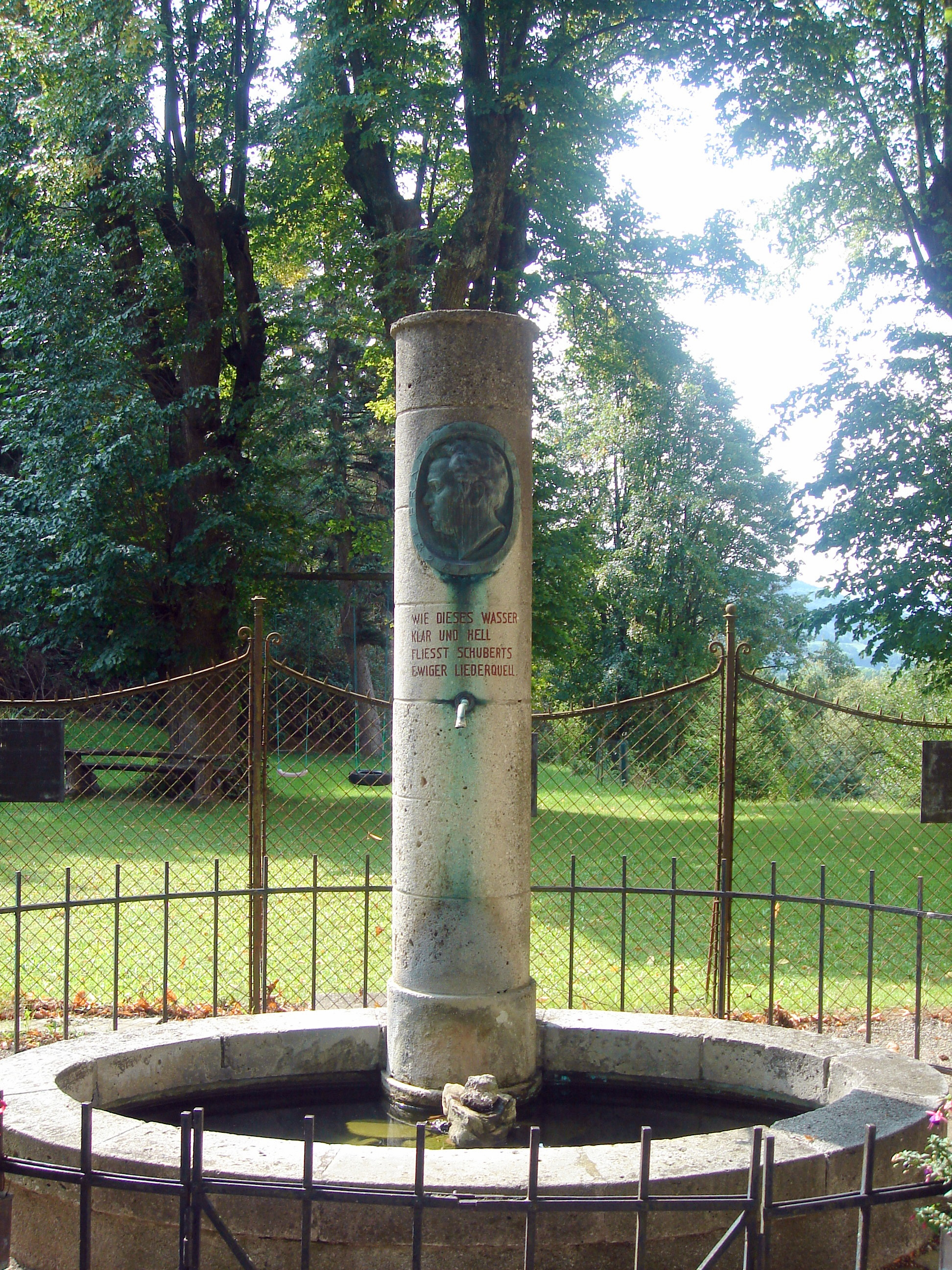
Ein Denkmal zu Ehren Franz Schuberts, der im Schloss Alfonso und Estrella schrieb.

Schloss Ochsenburg war lange Zeit Sommersitz des Bischofes von St. Pölten. Als Sommergast von Bischof Dankesreither komponierte Franz Schubert Teile der Oper „Alfonso und Estrella“ auf dem Schloss.
Etwa drei Kilometer südlich liegt die Ochsenburgerhütte auf der Rudolfshöhe (592 m), einem Wander- und Ausflugsziel für die Bewohner von St. Pölten und Wilhelmsburg.